# 존 로스먼
존 로스먼(John Rothman, 1949년 6월 3일 ~ )은 미국의 배우이다.
볼티모어에서 태어났다.

## 출연 작품
- 핫 에어 (2018년)
- 마이 아트 (2016년)
- 굿 키즈 (2016년)
- 링컨: 뱀파이어 헌터 (2012년) - 제퍼슨 데이비슨 역
- 킹즈 (2009년)
- 아담 (2009년)
- 지구가 멈추는 날 (2008년)
- 데이 제로 (2007년)
- 다크 매터 (2007년)
- 중매보다 연애 (2007년)
- 시네도키, 뉴욕 (2007년)
- 레저베이션 로드 (2007년)
- 마법에 걸린 사랑 (2007년)
- 혹스: 욕망의 법칙 (2006년)
- 악마는 프라다를 입는다 (2006년)
- 플라이트 93 (2006년)
- 무모한 도전 (2005년)
- 프라임 러브 (2005년)
- 노츠 (2004년)
- 아이 하트 헉커비스 (2004년)
- 킴 베신져의 바람난 가족 (2004년) - 민티 역
- 웰컴 프레지던트 (2004년)
- 택시: 더 맥시멈 (2004년)
- 이지 섹스, 이지 러브 (2003년)
- 백만장자 프로젝트 (2002년)
- 언페이스풀 (2002년)
- 사랑은 언제나 어려워 (2001년)
- 케이트 앤 레오폴드 (2001년)
- Dinner Rush (2000) - 게리 리버먼 역
- 프리웨어 (2000년)
- 메리와 로다 (2000년)
- 폴락 (2000년)
- 24 나이츠 (1999년) - 폴 역
- 두 명의 니나 (1999년)
- 이창 (1998년)
- 비상 계엄 (1998년)
- 퍼더 제스처 (1997년)
- 잠수함 위기일발 (1997년)
- 웨딩 소나타 (1997년) - 짐 데븐포트 역
- 데블스 에드버킷 (1997년)
- 솔드 아웃 (1996년)
- 카피캣 (1995년) - 앤디 역, 앤디 역
- 게티스버그 (1993년)
- 댐 Vs 노엘 (1993년)
- 미스터 원더풀 (1993년)
- 이별 없는 아침 (1989년)
- 야망의 브로드웨이 (1989년)
- 부스터 (1988년)
- 3시의 결투 (1987년) - 미스터 메드베드 역
- 제2의 연인 (1986년)
- 카이로의 붉은 장미 (1985년)
- 고스트버스터즈 (1984년)
- 젤리그 (1983년)
- 소피의 선택 (1982년)
- 스타더스트 메모리스 (1980년)

### 텔레비전
- 로앤오더: 범죄 전담반 (1990-2010)
- 가이딩 라이트 (2007-09)
- 원 미시시피 (2016, One Mississippi)